# Erica monantha
Erica monantha är en ljungväxtart som beskrevs av Robert Harold Compton. Erica monantha ingår i släktet klockljungssläktet, och familjen ljungväxter. Inga underarter finns listade i Catalogue of Life.